# 趙壱

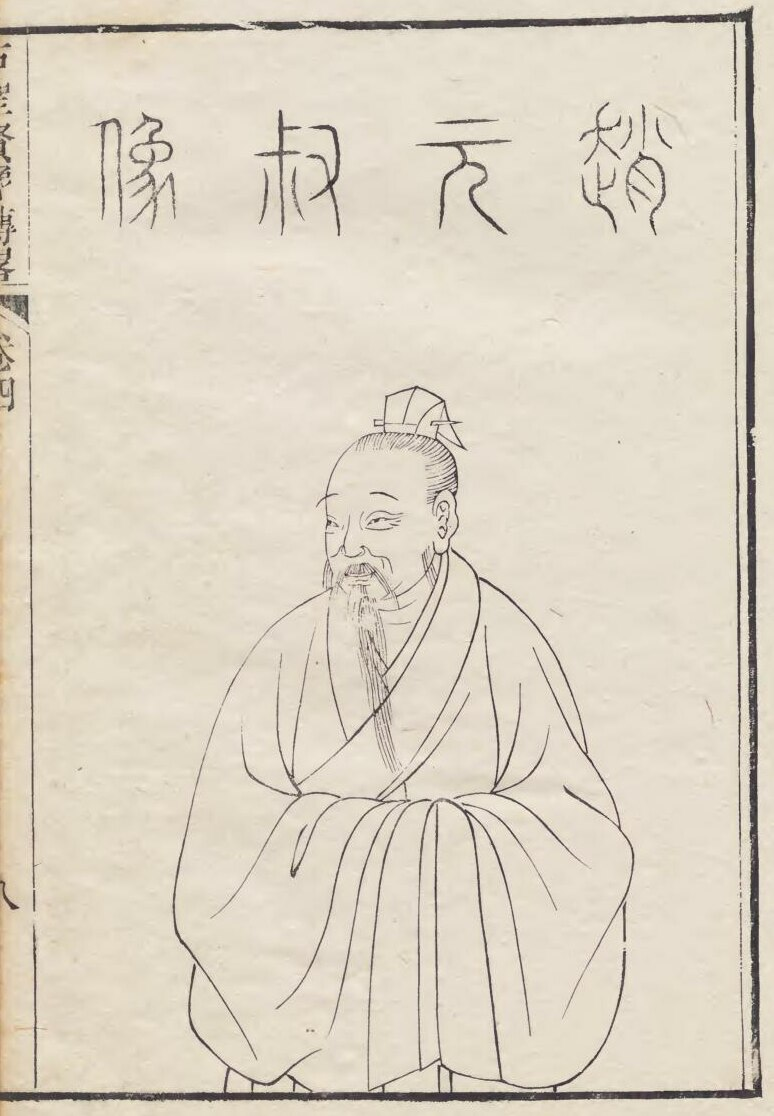
趙壱

趙 壱（趙壹、ちょう いつ、生没年不詳）は、後漢末の官吏・文人。字は元叔。本貫は漢陽郡西県。

## 人物・逸話
ひげが美しく眉は太く、身長が9尺あり、容貌魁偉な人物であった。才能をたのんで傲慢だったため、郷里の人々の排斥を受け、「解擯」を作った。後に罪に問われて、死刑に処されそうになり、友人に救われて赦免された。その恩に感謝して、「窮鳥賦」を作った。また「刺世疾邪賦」を作って、時勢への憤りを表した。
178年（光和元年）、漢陽郡に推挙されて上計吏の任を受けるため、洛陽に到着した。このとき趙壱ら数百人が司徒の袁逢と面会して計吏の任を受けた。計吏たちはみな庭中に伏礼して仰ぎみようとしなかったが、趙壱はひとり頭を下げるだけであった。袁逢は趙壱を見て珍しく思い、側近を趙壱のところにやって「郡の計吏に過ぎない者が三公に頭を下げるだけとは、どういうことか」と責めさせた。趙壱は「むかし酈食其は漢王（劉邦）に頭を下げて拝礼しなかった。いま三公に頭を下げるのに、何を怪しむことがあろうか」と答えた。袁逢は襟を正して堂を下り、趙壱の手を取って上座に導き、西方の事情を訊ねると大喜びして、一座の人々に「この人は漢陽の趙元叔である。朝臣にかれを超える者はいない」と紹介した。
趙壱は退出すると、公卿の中で名を託するに足る者は河南尹の羊陟しかいないと見定めて、その邸を訪れて面会を求めた。羊陟は趙壱を邸内に通すことは許したが、まだ寝床から起き出してこなかった。そこで趙壱は上堂に入りこみ、「西州に隠居するわたくしめは、羊公の立派な人柄を慕ってまいりました。いま面会することがかないますなら、すぐに死んでもかまいません」と言って号哭したため、家中は大騒ぎになった。羊陟は尋常な人物ではないと知って起き出し、趙壱と語り合った。羊陟は翌朝車騎を従えて、趙壱の名を通してやった。ときに計吏たちの多くは車馬や帷幕を飾り立てていたが、趙壱はひとり粗末な車で、そのそばに寝泊まりしていた。趙壱が羊陟の前にその車を引いていくと、羊陟は車の下に座り込んだので、そばにいた人々はみな驚いた。ふたりは夕方まで歓談し、羊陟は去るときに趙壱の手を取って、「良玉は分かたれることがない。涙と血がお互いに証明するだろう」といった。羊陟は袁逢とともに趙壱を推薦した。趙壱の名は洛陽で広く知られるようになった。
趙壱は西に帰る途中、弘農郡に立ち寄って、太守の皇甫規に挨拶しようとしたが、門番が通そうとしなかったため立ち去った。門番がこのことを報告すると、皇甫規は趙壱の名声を聞き知っていたことから、謝罪の手紙を書いて追いかけさせたが、趙壱はかえりみなかった。
州郡は争って趙壱を招こうと礼を尽くし、10たび公府の辟召があったが、趙壱はいずれも就任せず、家で死去した。
かれによって著された賦・頌・箴・誄・書・論および雑文は合わせて16篇あった。また文集2巻があった。

## 伝記資料
- 『後漢書』巻80下 列伝第70下